# Sitta på höga hästar
Att sitta på höga hästar är ett uttryck som härrör från riddartiden, då den kombattant som hade högsta hästen hade ett övertag vid tornerspel. Det betyder ungefär att göra sig viktig, och att därvid inte vilja lyssna tillräckligt på motparten.
Närbesläktade men inte synonyma begrepp:
- Besserwisser
- Auktoritär